# Merten
 Merten  es una población y comuna francesa, en la región de Lorena, departamento de Mosela, en el distrito de Boulay-Moselle y cantón de Bouzonville.

## Demografía
| 1133 | 1467 | 1706 | 1668 | 1598 | 1594 |
| Para los censos de 1962 a 1999 la población legal corresponde a la población sin duplicidades (Fuente: INSEE [Consultar]) |      |      |      |      |      |